# Dalila Ippolito
Dalila Belén Ippolito (Ciudad de Buenos Aires, Argentina; 24 de marzo de 2002) es una futbolista argentina. Juega como mediocampista en el Grasshopper Club Zúrich de la Superliga de Suiza. Es internacional con la selección femenina de fútbol de Argentina.

## Trayectoria
A los ocho años se incorporó al club Jóvenes Deportistas de Lugano, donde participó de la Liga CAFI (Campeonato Amistad de Fútbol Infantil). Continuó en el club La Plaza. En 2013 comenzó a entrenar en River Plate. A fines de 2015 tuvo su debut en Primera en ese club.
Luego de 5 años como jugadora de River Plate llegó a la UAI Urquiza para el comienzo del Torneo Rexona, primer torneo profesional. Disputó 13 partidos en la UAI incluyendo encuentros de Copa Libertadores, marcando 2 goles y 2 asistencias.
A fines de julio de 2020 fue anunciado su traspaso a la Juventus de Turín. Desde su llegada al club italiano Ippolito ha ganado dos títulos, la Supercopa de Italia 2020 y la Serie A 2020-21. El 30 de julio de 2021 fue anunciado el traspaso a préstamo de Ippolito al ASD Calcio Pomigliano de la Serie A. En agosto de 2022 se hace oficial su llegada al Parma de la Serie A. Un año más tarde, en agosto de 2023, Pomigliano anunció el regreso de Ippolito al club.
En enero de 2025, Ippolito fue presentada como nueva jugadora del Grasshopper Club Zúrich.
El 02 de Febrero debuta contra FC Luzern Frauen por la 13a fecha de la Superliga Femenina de Suiza siendo titular, jugando 73 minutos y realizando una asistencia en la victoria de Grasshopper por 6 a 0.

## Selección nacional
Por su desempeño en River, fue convocada a la Selección Argentina en 2017. 
En 2019 participó de la Copa Mundial Femenina de la FIFA Francia 2019 y con sus 17 años se convirtió en la futbolista argentina más joven en debutar en la Copa del Mundo.
Asimismo, formó parte del plantel que disputó la Copa América Femenina 2022 obteniendo un tercer lugar y de esa forma el boleto directo al Mundial de Australia-Nueva Zelanda 2023. 
El 8 de julio de 2023 es confirmada dentro de la lista de 23 convocadas para la Copa Mundial Femenina de Fútbol de 2023, siendo este su segundo mundial con el seleccionado mayor.

#### Participaciones en Copas del Mundo
| Torneo               | Sede                     | Resultado    | Partidos | Goles | Asistencias |
| -------------------- | ------------------------ | ------------ | -------- | ----- | ----------- |
| Copa Mundial de 2019 | Francia                  | Primera fase | 1        | 0     | 1           |
| Copa Mundial de 2023 | Australia/ Nueva Zelanda | Primera fase | 2        | 0     | 0           |

### Estadísticas
Datos actualizados al último partido jugado el 8 de abril de 2025.
| Selección | Año   | Amistoso | Amistoso | Copa América | Copa América | Mundial | Mundial | Juegos Panamericanos | Juegos Panamericanos | Copa Oro | Copa Oro | Total | Total |
| Selección | Año   | PJ       | G        | PJ           | G            | PJ      | G       | PJ                   | G                    | PJ       | G        | PJ    | G     |
| --------- | ----- | -------- | -------- | ------------ | ------------ | ------- | ------- | -------------------- | -------------------- | -------- | -------- | ----- | ----- |
| Argentina |       |          |          |              |              |         |         |                      |                      |          |          |       |       |
| 2017      | 1     | 0        | 0        | 0            | 0            | 0       | 0       | 0                    | 0                    | 0        | 1        | 0     |       |
| 2019      | 4     | 0        | 0        | 0            | 1            | 0       | 4       | 0                    | 0                    | 0        | 9        | 0     |       |
| 2021      | 5     | 0        | 0        | 0            | 0            | 0       | 0       | 0                    | 0                    | 0        | 5        | 0     |       |
| 2022      | 0     | 0        | 3        | 0            | 0            | 0       | 0       | 0                    | 0                    | 0        | 3        | 0     |       |
| 2023      | 2     | 0        | 0        | 0            | 2            | 0       | 0       | 0                    | 0                    | 0        | 4        | 0     |       |
| 2024      | 4     | 0        | 0        | 0            | 0            | 0       | 0       | 0                    | 3                    | 1        | 7        | 1     |       |
| 2025      | 4     | 0        | 0        | 0            | 0            | 0       | 0       | 0                    | 0                    | 0        | 4        | 0     |       |
| Total     | Total | 20       | 0        | 3            | 0            | 3       | 0       | 4                    | 0                    | 3        | 1        | 33    | 1     |

#### Goles internacionales
Listado de goles anotados con la Selección mayor. 
| n.º | Fecha                 | Lugar                                              | Rival                | Gol   | Resultado | Competición   |
| --- | --------------------- | -------------------------------------------------- | -------------------- | ----- | --------- | ------------- |
| 1.  | 26 de febrero de 2024 | Dignity Health Sports Park, Carson, Estados Unidos | República Dominicana | 1 – 0 | 3 – 0     | Copa Oro 2024 |

## Clubes
| Club                    | País      | Año       |
| ----------------------- | --------- | --------- |
| River Plate             | Argentina | 2015-2019 |
| UAI Urquiza             | Argentina | 2019-2020 |
| Juventus                | Italia    | 2020-2021 |
| Pomigliano (préstamo)   | Italia    | 2021-2022 |
| Parma                   | Italia    | 2022-2023 |
| Pomigliano              | Italia    | 2023-2024 |
| Grasshopper Club Zúrich | Suiza     | 2025-act. |

## Palmarés

### Títulos nacionales
| Título              | Club     | País   | Año  |
| ------------------- | -------- | ------ | ---- |
| Supercopa de Italia | Juventus | Italia | 2020 |
| Serie A             | Juventus | Italia | 2021 |